# Еквилибриум
„Еквилибриум“ (на английски: Equilibrium) е американски научнофантастичен филм-антиутопия от 2002 г. Главната роля се играе от Крисчън Бейл, а героят му се казва Джон Престън. Шон Бийн играе ролята на Ерол Партридж.

## Сюжет
Внимание:  Текстът по-долу разкрива сюжета на произведението (или части от него)!
Действията във филма протичат в бъдещето (2072 година), след края на Третата световна война, в тоталитарният град-държава Либрия. Оцелелите решават, че човечеството няма да може да издържи на още една война, и политическите ръководители решават да отърват света от конфликти. Стига се до извода, че човешката емоция е в основата на всички разриви, вследствие на което всички емоционално стимулиращи предмети, както и изкуствата, биват забранени. Всички такива обекти се маркират като „ЕС-10“ („емоционално съдържание“) и подлежат на незабавно изгаряне.
В допълнение е създадено веществото „Прозиум“, временно потискащо емоциите в човека. Центровете, където то се раздава на хората, се наричат Еквилибриум. Всички жители на Либрия са задължени да си го инжектират ежедневно, за да поддържат липсата на чувства в себе си. Властта е в ръцете на Съвета на Тетраграматона, оглавяван от издигнатият в култ Баща.
Сюжетът е представен през очите на пастор Джон Престън  (Крисчън Бейл)– специално обучен и въоръжен боец, чиято задача е да открива и унищожава тези, които чувстват..  Неговият партньор  пастор Партридж (Шон Бийн) се отдава на чувствата. Така Престън е принудена да го застреля, докато Партридж чете  стихове на Йейтс. Постепенно в душата на Престън настъпва смут, който се допълва от това, че той по невнимание се лишава от дозата Прозиум. След като осъзнава, колко хубав е света, когато можеш да го почувстваш Престън започва периодично да се лишава от дозите "Прозиум". Това води до постепенно завръщане на емоциите и чувствата в него. Стъпка по стъпка, той осъзнава, че това което върши е неправилно и се започва да подпомага Съпротивата. Но той живее в  общество на постоянно наблюдение. Без да осъзнава той самият се превръща в обект на доноси и е принуден да импровизира за да скрие емоциите си. Изключително вълнуващо е да се проследи как Джон Престън трябва да изпълнява задачите си, като в същото време се налага постоянно да крие чувствата си: най-драматична в тази насока се оказва родилата се любов към арестуваната от него самия Мери О'Брайън, срещите за разпитите с която са истински сблъсък между копнежа на Престън да покаже чувствата си и този – да ги скрие; В хода на това нововъзникнала чувство той осъзнава, че сам е отговорен за екзекуцията на съпругата си Вивиана Престън. Междувременно  на Престън му е изпратен нов партньор - Андрю Бандт (Тей Дигс), който съвсем не е е такъв за какъвто се представя. В края на филма Престън се изправя срещу Системата и убива Бащата. 
Дълго потиснатото общество се събужда за ново, по-либерално бъдеще, чийто характер и траектория на развитие тепърва остават да бъдат съградени.

## Актьорски състав
- Крисчън Бейл – Джон Престън
- Шон Бийн – Ерол Партридж
- Емили Уотсън – Мери О'Брайън
- Тей Дигс – Андрю Брандт
- Ангъс Макфейдън – вицеконсул Дюпон
- Шон Пъртуи – Бащата
- Уилям Фиктнър – Юрген
- Емили Сийуърт – Лиса Престън
- Матю Харбър – Роби Престън
- Доминик Пърсел – Шеймъс
- Алекса Съмър / Мария Пия Калцоне – Вивиана Престън

## Интересни факти
- Филмът съдържа редица препратки към „451 градуса по Фаренхайт“ на Рей Бредбъри, където книгите се изгарят, и Държавата на Платон, където емоциите и изкуствата са извън закона.
- Използваните от клериците пистолети са Beretta M93R, които действително имат три режима на стрелба.
- Във филма могат да се преброят общо 236 трупа. Като се изключат военните филми, по този показател „Еквилибриум“ заема едно от първите места, и е на 14-о място в общата филмова класация.[6]
- В кабинета на вицеконсула може да се види глобус, чийто континенти са различни от (макар и да наподобяват) тези на Земята.
- Произлязлото от Хонг Конгските екшън филми бойно изкуство с огнестрелни оръжия, наречено Гън-фу, достига своя връх в този филм.